# 布达佩斯第十二区

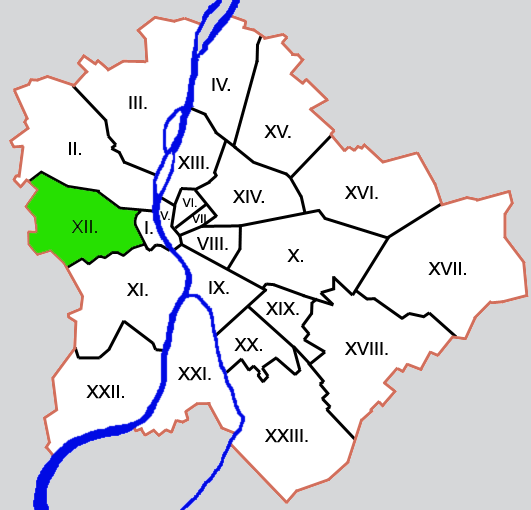
所在位置

区徽

山地（匈牙利語：Hegyvidék），即布达佩斯第十二区（匈牙利語：Budapest XII. kerülete），是匈牙利首都布达佩斯的一个区，总面积26.68平方公里，总人口56 544，人口密度2 119人/平方公里（2009年1月1日）。